# اووورلی (مریلند)
اووورلی (به انگلیسی: Overlea) شهری در ایالت مریلند کشور ایالات متحده آمریکا است که جمعیت آن در سرشماری سال ۲۰۱۰ میلادی، ۱۲٬۲۷۵ نفر بوده‌است.